# Het Programma van Wim Helsen
Het Programma van Wim Helsen is een praatprogramma dat uitgezonden werd op de Vlaamse openbare omroep Canvas. Het programma werd gepresenteerd door Wim Helsen en Sien Eggers en geproduceerd door regisseur Jan Eelen en productiehuis Woestijnvis. Het liep acht weken, telkens op vrijdagavond. De eerste uitzending was te zien op vrijdag 21 maart 2008.
Mensen die iets bijzonders kunnen of iets bijzonders te vertellen hadden konden zich aanmelden op de website van het programma met een filmpje waarin ze zich voorstelden. Het publiek kon dan stemmen voor de kandidaten die ze in het programma wilde zien.
Het decor van het programma was een tafel waar Wim Helsen en Sien Eggers discussieerden over het verloop van het programma en vijf deuren waarachter vijf mensen of groepen iets kwamen vertellen, iets lieten zien of iets deden. Wim Helsen bezocht de kamertjes en speelde dan op komische wijze in op de onverwachte gebeurtenissen. De meeste gasten waren onbekende mensen, maar dat was niet altijd zo. In de eerste aflevering was Nederlands cabaretière Katinka Polderman te gast en in aflevering 6 was Vlaams stand-upkomiek Philippe Geubels te zien.